# Textricella insula
Textricella insula är en spindelart som beskrevs av Forster 1959. Textricella insula ingår i släktet Textricella och familjen Micropholcommatidae. Inga underarter finns listade i Catalogue of Life.